# Priscian din Lidia
Priscian din Lydia (sau Priscianus; greacă: Πρισκιανός ο Λυδός Prīskiānós ho Lȳdós; latină: Priscianus Lydus; fl. Secolul al VI-lea), a fost unul dintre ultimii neoplatooniști. Două lucrări ale sale au supraviețuit.

## Viață
Contemporan cu Simpliciu din Cilicia, Priscian s-a născut în Lidia, probabil la sfârșitul secolului al V-lea. El a fost unul dintre ultimii neoplatoniști care studia la Academie când Damascius se afla în fruntea ei. Când Iustinian a închis școala în 529, Priscian, împreună cu Damascius, Simplicius și alți patru colegi au fost nevoiți să solicite azil în curtea regelui persan Chosroes. Până în 533 li s-a permis să se întoarcă în Imperiul Bizantin după ce Iustinian și Chosroes au încheiat un tratat de pace, în care se prevedea ca filosofilor să li se permită să se întoarcă.